# Bò Gyr

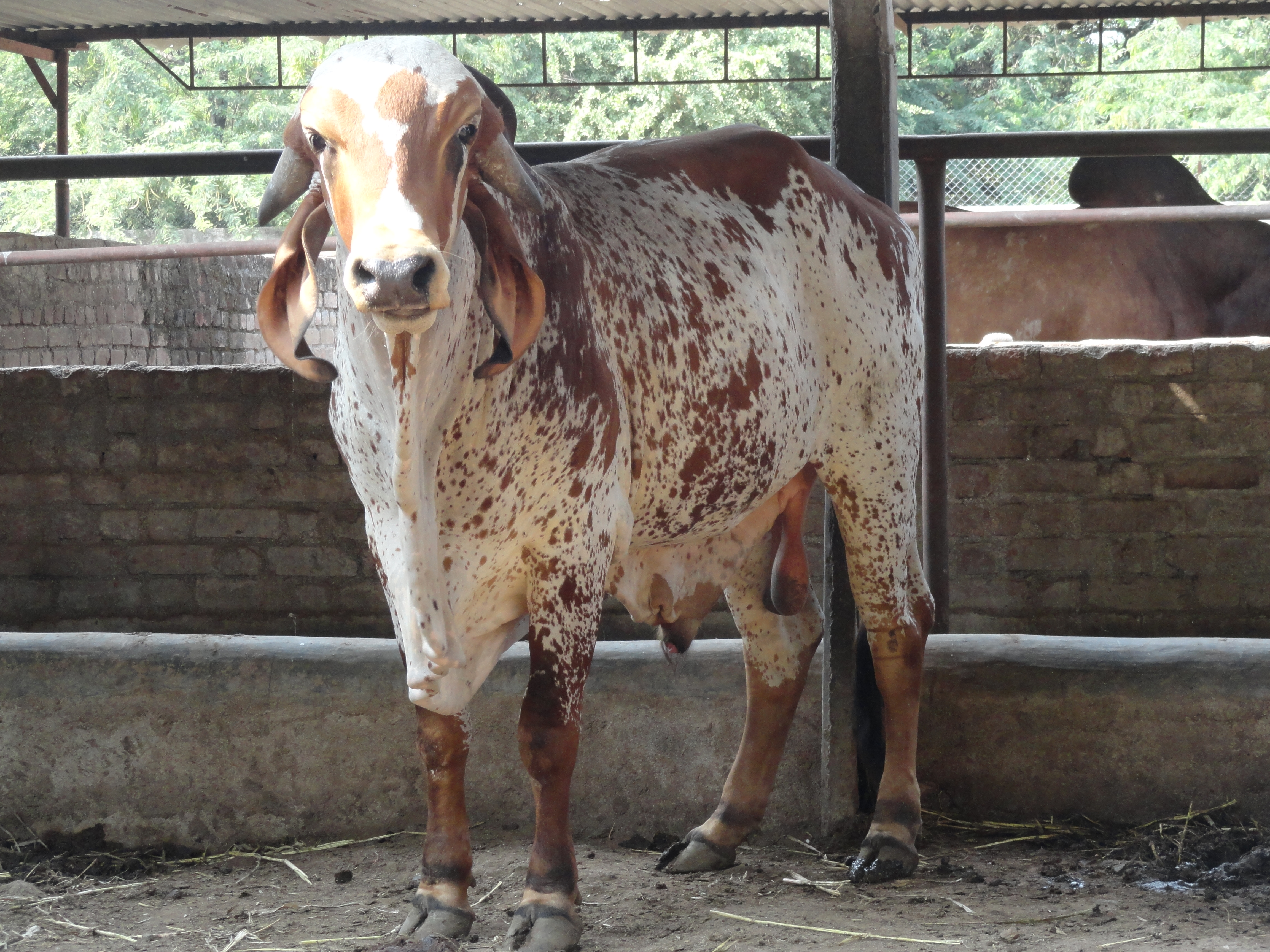
Một con bò Gir

Bò Gyr hay bò Gir là một giống bò nhà có nguồn gốc ở Ấn Độ, chúng thuộc nhóm bò u, đây là một giống bò quan trọng trong việc cho các sản phẩm sữa tươi ở Ấn Độ. Bò này còn là giống nền để lai tạo thành các giống bò như giống bò Brahman Mỹ nổi tiếng trên thế giới hiện nay được tạo thành từ những giống bò Guzerat, bò Nerole, bò Gyr và bò Krishna Velley vào cuối thế kỉ 19 đầu thế kỉ 20 và bò Zebu Cuba, là giống cho thịt kết hợp cày kéo. Bò được tạo ra từ bò Brahman, bò Indobrazyl và bò Gyr. Nước tiểu bò này được cho là có nhiều công dụng.

## Lợi ích
Sau 4 năm nghiên cứu, các nhà khoa học tại Đại học Nông nghiệp Junagadh, Ấn Độ, đã xác nhận có vàng và chất chữa bệnh trong nước tiểu của loài bò Gir nổi tiếng. Kết quả xét nghiệm nước tiểu 400 con bò Gir tại phòng thí nghiệm thực phẩm, Đại học Nông nghiệp Junagradh cho thấy vàng có từ ba đến 10 mg trong một lít nước tiểu. Vàng tồn tại dưới dạng ion kim loại hay dưới dạng muối vàng tan trong nước.Sau khi phân tích 400 mẫu nước tiểu bò Gir, đã tìm thấy dấu vết của vàng. Golakia cho biết vàng từ nước tiểu có thể được trích xuất và hóa rắn bằng các quá trình hóa học. Trong số 5.100 hợp chất được tìm thấy trong nước tiểu bò Gir, 388 chất có giá trị chữa bệnh rất lớn, có thể chữa nhiều bệnh, hiện nay đang tìm cách sử dụng nước tiểu bò Gir với các mầm bệnh của con người và thực vật.
Trước đó, người ta cũng khẳng định rằng, nước tiểu bò cái (Gomutra) có đặc tính trị bệnh cao cũng như có lợi cho sức khỏe. Nhận định này đã in sâu vào tâm trí người Ấn Độ với hệ thống chữa bệnh cổ truyền đã được phát triển hàng nghìn năm trước. Ngoài ra theo tổ chức nghiên cứu Go-Vigyan Anusandhan Kendra, khoảng 30 loại thuốc có thể được làm ra từ nguyên liệu nước tiểu bò cái. Trung tâm này cho biết họ tiêu thụ 25.000 lít nước tiểu bò mỗi tháng và đã sử dụng nguyên liệu này làm thuốc cho 1,2 triệu bệnh nhân trong 2 thập kỷ qua. Sản phẩm này đã được dùng để chữa trị cho mọi loại bệnh nhân, từ ung thư cổ tử cung đến rối loạn nội tiết hay tiểu đường.
Việc sử dụng nước tiểu bò để chữa bệnh nhiều người cho rằng được người Mỹ cấp bằng sáng chế cho nước tiểu bò chưng cất (bằng sáng chế số 6 410 059 và 6 896 907). Nó có tác dụng chống ung thư, đặc tính chống vi khuẩn, chống nấm và oxy hóa. Nó có tính miễn dịch cao, rất hữu ích cho các bệnh nhân mắc phải chứng uy giảm miễn dịch. Việc phân tích nước tiểu bò đã chỉ ra rằng nó có chứa nitơ, lưu huỳnh, phosphor, natri, mangan, acid carbolic, sắt, silic, clo, magiê, melci, citric, titric, succinic, muối calci, Vitamin A, B, C, D, E, khoáng chất, lactose, men, creatinine và kích thích tố.

## Niềm tin
Những tín đồ đạo Hindu tin rằng, uống một cốc nước tiểu ấm trước bình mình từ những con bò cái chưa giao phối có thể chữa những bệnh hiểm ác. Thậm chí, nhóm người này còn khẳng định, thứ thần dược đó có thể chữa được nhiều bệnh khác nữa. Theo họ, nước tiểu bò có thể chữa ung thư, tiểu đường, u ác tính, lao, dạ dày và thậm chí cả hói đầu. Một chủ trang trại bò sống ở thành phố Agra bang Uttar Pradesh, phía bắc Ấn Độ từng bị tiểu đường. Bệnh tình bắt đầu giảm xuống khi uống nước tiểu của bò. Hiện tại, căn bệnh này đã được anh kiểm soát tốt và các chỉ số đều ở ngưỡng cho phép. Họ sùng bái bò như một loài vật linh thiêng, mang lại sự thịnh vượng và đây là tập quán uống nước tiểu bò chưa qua giao phối truyền thống ở Ấn Độ.
Người theo đạo Hindu tin rằng chỉ có hai thứ nước tinh khiết nhất thế giới là nước sông Hằng và nước tiểu của một con bò cái. Nước tiểu của bò đã được đề cập trong sách kinh Hindu cổ đại. Nó là một món quà thiêng liêng và ai cũng tin tưởng những tác dụng tốt của thứ nước thánh này. Ramesh Gupta một tu sĩ đạo Hindu cho rằng: "Có hai thứ tinh khiết nhất trong vũ trụ và thế giới này. Một là nước từ sông Hằng và hai là nước tiểu của mẹ bò vĩ đại". Con bò cho nước tiểu phải là bò đồng trinh, chưa sinh bê. Ngoài ra, nước đái của nó phải được lấy trước khi mặt trời mọc thì mới có tác dụng tốt nhất"
Các tín đồ Hindu ở Ấn Độ coi bò là linh vật và tin rằng uống nước tiểu của bò sẽ giúp ngăn ngừa được nhiều loại bệnh tật. Loại nước tốt nhất là từ một con bò cái chưa giao phối lần nào và phải lấy trước lúc bình minh. Nhiều người đã đứng chờ để hứng nước tiểu bò và uống ngay tại chỗ. Và việc đầu tiên vào buổi sáng chính là hứng nước tiểu của một con bò cái và uống ngay tại chỗ. Nhiều người dân sống ở Ấn Độ cũng tin vào thứ nước thần thánh này. Họ tập trung và nhiều trang trại khác vào mỗi buổi sáng để chờ hứng nước tiểu bò. Một người đã uống nước tiểu bò trong hơn 10 năm nay đã khẳng định về lợi ích của nước tiểu bò còn trinh tiết đối với sức khỏe con người. Ở thành phố Agra, miền Bắc Ấn Độ, rất nhiều người tập trung ở trang trại bò DD Singhal để xếp hàng chờ được "chữa bệnh" bằng thứ thần nước từ bò. Nước tiểu từ bò cái Ấn Độ được cộng đồng đạo Hindu, một tôn giáo chính tại quốc gia này, cho là linh thiêng và hiện đang được tiêu thụ vô cùng tốt. Nhiều người tin rằng nước tiểu có công dụng tốt nhất khi được lấy vào buổi sáng, lúc mặt trời chưa mọc.